# Sojuz MS-13
Sojuz MS-13 je ruská kosmická loď řady Sojuz. Start se uskutečnil 20. července 2019 v 16:28 UTC. Nosná raketa Sojuz-FG odstartovala z kosmodromu Bajkonur k Mezinárodní vesmírné stanici (ISS), kam dopravila tři členy Expedice 60. Kosmická loď přistála u spojovacího uzlu modulu Zvezda 20. července 2019 v 22:48 UTC.
Dne 26. srpna došlo k přemístění lodi z dokovacího portu modulu Zvezda na modul Poisk z důvodu uvolnění spojovacího uzlu pro přílet nepilotované lodi Sojuz MS-14, která se nemohla připojit k modulu Poisk vzhledem k technické závadě naváděcího systému KURS.

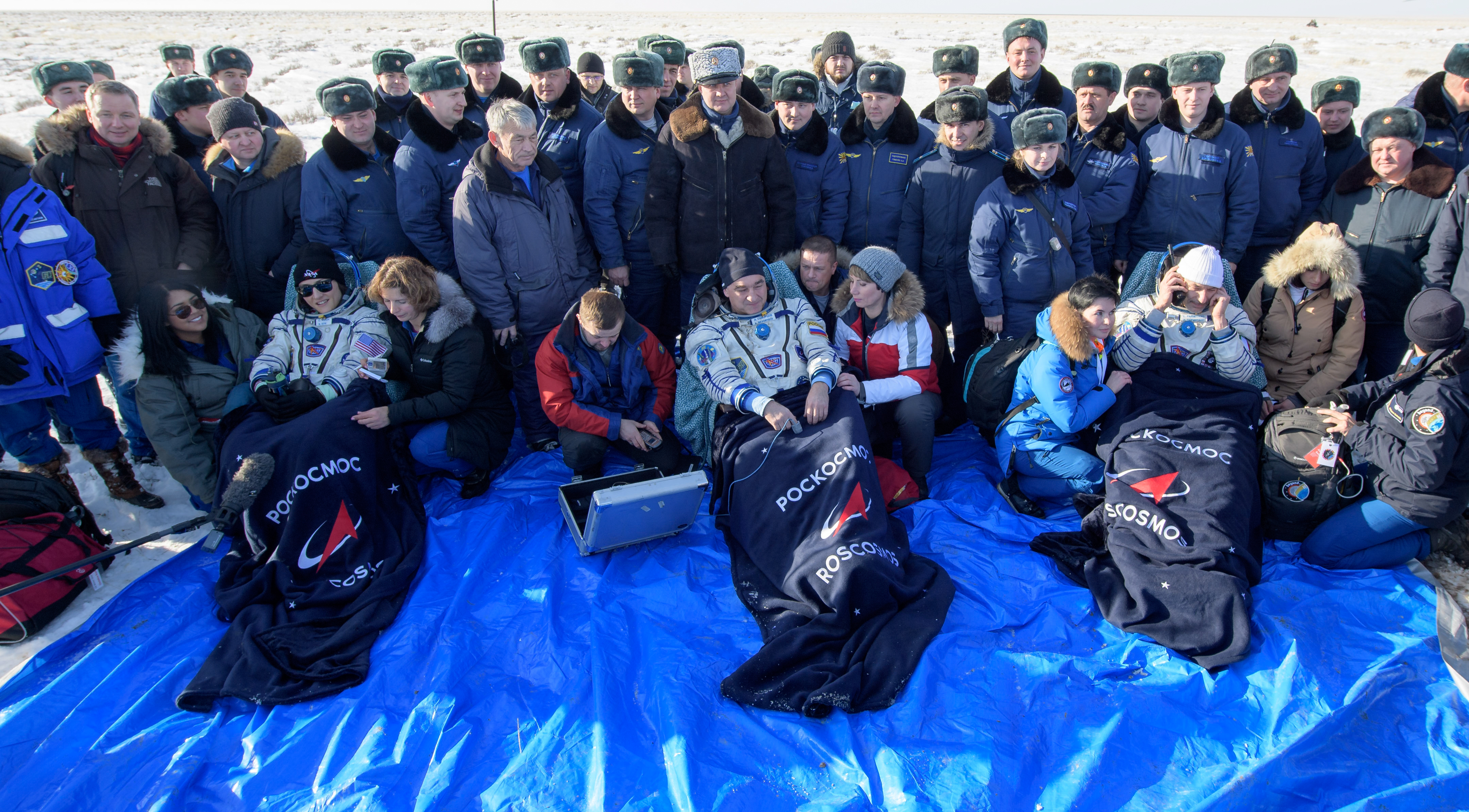
Posádka sedící na židlích krátce po přistání v Kazachstánu

Mise Sojuzu MS-13 skončila 6. února 2020. V čase 5:50 UTC se loď odpojila od stanice a dala se na sestup. Návratová kapsle na zemi bezpečně přistála v 9:13 UTC. Na palubě lodi se na zemi vrátil Rus Alexandr Skvorcov a jeho italský kolega Luca Parmitano, kteří ve vesmíru strávili 200 dní a 16 hodin. S nimi se po 328 dnech vrátila také americká astronautka Christina Kochová, která na stanici přiletěla na palubě lodí Sojuz MS-12.

## Posádka
Hlavní posádka:
- Alexandr Skvorcov (3), velitel, Roskosmos

- Luca Parmitano (2), palubní inženýr, ESA

Pouze start:
- Andrew Morgan (1), palubní inženýr, NASA

Pouze přistání:
- Christina Kochová (1), palubní inženýr, NASA

V závorkách je uveden dosavadní počet letů do vesmíru včetně této mise.
Záložní posádka:
- Sergej Ryžikov, velitel, Roskosmos

- Thomas Marshburn, palubní inženýr, NASA

- Sóiči Noguči, palubní inženýr, JAXA